# Shenxiao
Shenxiao (chinesisch 神霄, Pinyin Shénxiāo – „Göttliches Empyreum“) bezeichnet eine Schule des Daoismus und eine himmlische Region. Shenxiao verbreitete sich ab der Song-Zeit und hatte einen wesentlichen Einfluss auf Glaubenssysteme und Rituale des Daoismus. In Bezug auf das Erscheinen und Wachsen dieser Schule wird angenommen, dass der Song-Kaiser Huizong diese Schule gefördert hat. Ebenso haben Shenxiao-Führer zur Verbreitung dieser Schule beigetragen, indem sie neue Inhalte mit bereits etablierten Kulten verbanden, so mit dem Lingbao und dem Shangqing.
Auch der tantrische Buddhismus hat Shenxiao wesentlich beeinflusst.
Die Shenxiao-Schule hatte einen großen Einfluss auf die Rituale in Südchina und auf Taiwan, die von Daoshi und Fashi (Ritualmeistern) seit achthundert Jahren praktiziert werden. 